# Bare Trees
Bare Trees este al șaselea album de studio al formației rock britanice Fleetwood Mac, lansat în martie 1972. A fost ultimul lor album cu chitaristul Danny Kirwan, care a fost dat afară din formație în timpul turneului de promovare. Bare Trees a ocupat locul 70 în Statele Unite și a primit Discul de Aur iar mai târziu a primit Discul de Platină pentru un milion de exemplare vândute.
Albumul conține versiunea originală a cântecului "Sentimental Lady", care a fost mai târziu reînregistrat de compozitorul Bob Welch (cu Mick Fleetwood, Christine McVie și Lindsey Buckingham) pentru albumul său solo French Kiss. "Spare Me a Little of Your Love" a devenit un standard al repertoriului concertistic al formației în perioada 1972-1977.
"Trinity", un cântec al lui Kirwan, a fost înregistrat dar nu a fost inclus pe album, deși a fost inclus pe setul 25 Years - The Chain din 1992. Versurile pentru compoziția "Dust" a lui Kirwan au fost preluate dintr-o poezie scrisă de Rupert Brooke.
"Spare Me a Little of Your Love" a fost interpretată și de Johnny Rivers pe albumul său New Lovers and Old Friends din 1972, același an în care Fleetwood Mac a dat lovitura pe piața americană cu albumul lor eponim.
"Thoughts on a Grey Day" este o poezie citită de o doamnă în vârstă, Doamna Scarrott, care locuia în apropiere de casa comunală a formației din Anglia.

## Tracklist
1. "Child of Mine" (Kirwan) - 5:09
2. "The Ghost" (Welch) - 3:58
3. "Homeward Bound" (C. McVie) - 3:20
4. "Sunny Side of Heaven" (Kirwan) - 3:10
5. "Bare Trees" (Kirwan) - 5:02
6. "Sentimental Lady" (Welch) - 4:35
7. "Danny's Chant" (Kirwan) - 3:16
8. "Spare Me a Little of Your Love" (C. McVie) - 3:44
9. "Dust" (Kirwan) - 2:41
10. "Thoughts of a Grey Day" (Doamna Scarrott) - 1:46

## Personal
Fleetwood Mac
- Danny Kirwan - chitară, voce
- Bob Welch - chitară, voce
- Christine McVie - claviaturi, voce
- John McVie - chitară bas
- Mick Fleetwood - tobe, percuție

Producție
- Fleetwood Mac - producător
- Martin Birch - inginer de sunet
- Lee Herschberg - remasterizare
- Bob Hughes - inginer de remixare
- John McVie - fotografie de copertă

## Topuri
| Top                          | Poziție |
| ---------------------------- | ------- |
| Australian Kent Music Report | 37      |
| US Billboard 200             | 70      |

| Regiune              | Certificări |
| -------------------- | ----------- |
| Statele Unite (RIAA) | Platină     |